# جوزيف هنري منساه
جوزيف هنري منساه (بالإنجليزية: Joseph Henry Mensah)‏ هو اقتصادي وسياسي غاني، ولد في 31 أكتوبر 1928 في سيكوندي تاكورادي في غانا، وتوفي في 12 يوليو 2018. حزبياً، نشط في الحزب الوطني الجديد ‏. وقد انتخب Minister for Finance and Economic Planning ‏ وانتخب عضو برلمان غانا.